# Chamartín (Kastylia i León)
Chamartín – gmina w Hiszpanii, w prowincji Ávila, w Kastylii i León, o powierzchni 15,45 km². W 2011 roku gmina liczyła 89 mieszkańców.